# Salome (1919)
Salome ist ein deutsches Filmdrama von Eugen Burg aus dem Jahr 1919. Der Stummfilm entstand nach einem Drehbuch von Robert Heymann für die Filmgesellschaft Treumann-Larsen Film-Vertriebs GmbH. Berlin. Wanda Treumann übernahm die Titelrolle, an ihrer Seite spielten Josef Peterhans, Ferdinand Bonn und Ida Perry.

## Handlung
Die Handlung, die sich nicht an den biblischen Salome-Stoff hält, wurde in die Zeit von Alexandre Dumas’ “Drei Musketieren” verlegt: Der Präsident Filipe Hero und der Journalist Manuel Bragelona sind politische Gegner, werben aber beide um Salome. Wegen einer Kränkung lässt sie den Journalisten töten – und stirbt auch. (nach GECD)

## Hintergrund
Der Film wurde von der Hauptdarstellerin Wanda Treumann in ihrer eigenen Firma, der bereits 1912 mit ihrem Gatten Carl Treumann gegründeten “Treumann-Larsen Film GmbH.”, in Berlin produziert. Die Kostümentwürfe stammten von Mathieu Pruschinski, die Bauten errichtete der niederländischstämmige Szenenbildner Mathieu Oosterman. An der Kamera stand Josef Dietze, der Film kam viragiert in den Verleih.
“Salome” lag im Januar 1920 der Polizei Berlin zur Zensur vor und erhielt unter der Nummer 43 758 Jugendverbot. Auch die Reichsfilmzensur Berlin bestätigte unter der Nummer 2590 am 4. Juni 1920 das Urteil.
“Salome” wurde noch im Dezember 1919 im “U.T. Unter den Linden” uraufgeführt, welches im selben Jahre als “Lichtspielpalast” wiedereröffnet worden war.